# Akira Terao
Akira Terao (jap. 寺尾聰 Terao Akira; ur. 18 maja 1947 w Jokohamie, prefektura Kanagawa) – japoński muzyk i aktor.
Terao jest synem aktora i reżysera Jūkichi Uno. W 1964 r. założył zespół muzyczny, którego był wokalistą. Zespół wybił się dwa lata później piosenką pod tytułem Forever, Forever. W 1981 r. nagrali singel Rubī-no yubi-wa (ルビーの指環, „Rubinowy pierścionek”) oraz album „Reflections” (リフレクションズ), który sprzedał się w Japonii w latach osiemdziesiątych XX w. w ponad półtoramilionowym nakładzie. Album, oprócz Rubī-no yubi-wa, zawiera takie utwory jak: Shadow City i Sasurai („Wagabunda”). Za piosenkę Rubī-no yubi-wa, otrzymali nagrodę Industry Award dla najlepszej piosenki i najlepszego tekstu, krążek zaś zdobył nagrodę w kategorii najlepszej płyty. Muzykę z płyty określano jako dorosły współczesny rock japoński.
W 1983 r. wydany został album Atmosphere, Reflections II. Akira Terao debiutował w filmie rolą Ken’ichi w Chikadō-no taiyō-made z 1968 r., reżyserowanym przez Kei Kumai. W filmie tym występował również jego ojciec, w roli Mori. W 1985 Terao po raz pierwszy pracował na planie z Kurosawą. Otrzymał bowiem rolę w filmie „Ran”. Pięć lat później zagrał rolę Ja w Snach.

## Filmografia
- 1968: Chikadō no taiyō made
- 1970: Kigeki: Otoko wa aikyo
- 1975: Harakara
- 1976: Otoko wa tsurai yo: Torajiro yūyake koyake
- 1985: Ran
- 1988: Rock yo shizukani nagareyo
- 1990: Otoko wa tsurai yo: Torajiro no kyūjitsu
- 1990: Sny (Yume)
- 1993: Madadayo
- 1994: Tsuribaka nisshi 7
- 1995: Hiroshima
- 1996: Mosura jako doktor
- 1997: Shitsurakuen
- 1997: Cat's Eye
- 1999: Po deszczu (Ame Agaru)
- 2001: Satorare
- 2001: Tokyo Marigold
- 2001: Ciemność w świetle (Nippon no kuroi natsu – Enzai)
- 2002: List z gór (Amida-do dayori)
- 2004: Hanochi
- 2004: Casshern
- 2005: Into the Sun